# 北勝森文仁
北勝森 文仁（ほくともり ふみひと、1972年9月8日 -）は、青森県西津軽郡出身で八角部屋に所属した元大相撲力士。本名は鶴賀 文仁（つるが ふみひと）。身長194cm、体重198.5kg。得意技は突き、押し。最高位は東幕下11枚目（1996年1月場所）。

## 来歴
小学校1年で相撲を始めた。青森県立木造高校在学時には、県大会や東北大会で優勝するなど活躍した。日本大学進学当初は社会科教諭を目指していたが、1年時に相撲部へレギュラー入りしたことでプロを志すようになった。大学在学中には多数のタイトルを獲得し、特に主将を務めた4年次には、全国学生相撲選手権大会で同志社大学4年の山本敏生（後の関脇・土佐ノ海）を破って学生横綱に輝き、さらに世界相撲選手権大会重量級でも優勝を果たした。
大学卒業を前に八角部屋に入門し、1994年1月場所幕下付出で初土俵。体重は205kgで当時史上最重量の新弟子として注目を集めた。
しかし怪我などの影響で思うような成績が残せず、1998年3月場所限りで引退した。
鶴賀の入門を嚆矢として、翌年には堤内康仁（北勝光）、翌々年には熊谷涼至（海鵬）、その次の年には原田治（北勝岩）と4年連続で日大相撲部出身者が八角部屋に入門。八角部屋に学生相撲出身者が増えるきっかけを作った。

## 主な成績
- 通算成績：86勝84敗12休（26場所）

### 場所別成績
| | 一月場所 初場所（東京） | 三月場所 春場所（大阪）   | 五月場所 夏場所（東京） | 七月場所 名古屋場所（愛知） | 九月場所 秋場所（東京） | 十一月場所 九州場所（福岡） |
| --- | ----------------------- | ------------------------- | ----------------------- | --------------------------- | ----------------------- | --------------------------- |
| 1994年 （平成6年） | 幕下付出60枚目 5–2      | 西幕下41枚目 3–4          | 西幕下54枚目 6–1        | 東幕下27枚目 5–2            | 西幕下16枚目 2–5        | 東幕下33枚目 2–5            |
| 1995年 （平成7年） | 西幕下55枚目 6–1        | 東幕下28枚目 4–3          | 東幕下22枚目 4–3        | 西幕下17枚目 2–5            | 東幕下35枚目 5–2        | 西幕下20枚目 5–2            |
| 1996年 （平成8年） | 東幕下11枚目 1–6        | 西幕下39枚目 1–6          | 東三段目7枚目 2–5       | 西三段目31枚目 6–1          | 東幕下52枚目 2–5        | 東三段目14枚目 3–4          |
| 1997年 （平成9年） | 西三段目32枚目 5–2      | 西三段目7枚目 1–6         | 東三段目46枚目 3–4      | 西三段目60枚目 0–2–5        | 西序二段5枚目 6–1       | 東三段目50枚目 2–5          |
| 1998年 （平成10年） | 東三段目74枚目 5–2      | 東三段目42枚目 引退 0–0–7 | x                       | x                           | x                       | x                           |
| 各欄の数字は、「勝ち-負け-休場」を示す。 優勝 引退 休場 十両 幕下 三賞：敢=敢闘賞、殊=殊勲賞、技=技能賞 その他：★=金星 番付階級：幕内 - 十両 - 幕下 - 三段目 - 序二段 - 序ノ口 幕内序列：横綱 - 大関 - 関脇 - 小結 - 前頭（「#数字」は各位内の序列） |                         |                           |                         |                             |                         |                             |

## 改名歴
- 1994年（平成6年）1月～1996年（平成8年）11月 - 鶴賀 文仁
- 1997年（平成9年）1月～1998年（平成10年）3月 - 北勝森 文仁